# Cendón
Cendón ist ein Ort in der autonomen Gemeinschaft Galicien in Spanien. Er gehört der Provinz A Coruña und dem Municipio A Laracha an. Im Jahr 2015 lebten 21 Menschen in Cendón, von denen 10 männlich und 11 weiblich waren.

## Lage
Cendón liegt etwa 20 Kilometer südwestlich von A Coruña und etwa 7 Kilometer nordöstlich von A Laracha.